# 徳島市国府小学校
徳島市国府小学校（とくしまし こくふしょうがっこう）は、徳島県徳島市国府町中にある公立小学校。

## 沿革
公式ホームページを参照
- 1875年（明治8年）7月10日 - 観音寺内に至善小学校と称し開校
- 1876年（明治9年） - 観音寺小学校と改称
- 1881年（明治14年）10月 - 府中村に移転し、早中観小学校と改称
- 1886年（明治19年）10月 - 中村手塚氏西に移転し、中村小学校と改称
- 1893年（明治26年）6月 - 国府尋常小学校と改称
- 1902年（明治35年） - 現在の場所に移転
- 1941年（昭和16年）4月1日 - 国府町国民学校と改称
- 1947年（昭和22年）4月11日 - 国府小学校と改称
- 1967年（昭和42年）1月1日 - 名東郡国府町の徳島市への編入により徳島市国府小学校と改称
- 1975年（昭和50年）7月10日 - 創立100周年記念式典挙行
- 1978年（昭和53年）5月6日 - 体育館落成
- 1993年（平成5年）9月8日 - プール落成
- 2010年（平成22年）11月19日 - 第48回全国小学校社会科研究協議会研究大会

## 教育目標
- ゆたかさ・たしかさ・しなやかさをもち、共に高め合いながら主体的に生きる児童を育成する[2]

## 校歌
- 作詞: 桑内周子[1]
- 作曲: 榎本賀子[1]

## 最寄駅
- JR徳島線府中駅から徒歩で約10分

## 関係者

### 出身者
- 川上憲伸 - 元プロ野球選手[3]、野球解説者

## 関連学校
- 徳島市国府幼稚園
- 徳島市国府中学校

## 通学区域が隣接している学校
- 徳島市南井上小学校
- 徳島市不動小学校
- 徳島市加茂名小学校
- 徳島市加茂名南小学校
- 徳島市一宮小学校
- 徳島市入田小学校
- 石井町立石井小学校